# Надьєчед
Надьєчед (угор. Nagyecsed) — місто в медьє Саболч-Сатмар-Береґ в Угорщині.
Місто займає площу 43,87 км², там проживає 6 258 жителів (за даними 2010 року). За даними 2001 року, серед жителів міста 84 % — угорці, 16 % — цигани.
Місто Надьєчед знаходиться на річці Красна за 51 км на схід від міста Ньїредьгаза. У місті є залізнична станція.
| Угорщина | Це незавершена стаття з географії Угорщини. Ви можете допомогти проєкту, виправивши або дописавши її. |